# Arhodia ozora
Arhodia ozora är en fjärilsart som beskrevs av Swinhoe 1902. Arhodia ozora ingår i släktet Arhodia och familjen mätare. Inga underarter finns listade i Catalogue of Life.